# Капри
Ка́при (итал. Capri) — остров в Тирренском море (часть Средиземного моря), входит в состав итальянской провинции Неаполь в регионе Кампания. Популярный морской курорт со времён Римской республики.

## Этимология
Возможно, что название острова восходит к древнегреческому "κάπρος" — «кабан», «вепрь». Тем не менее существует версия, согласно которой происхождение названия более позднее, от латинского "caprea" — «коза».

## География

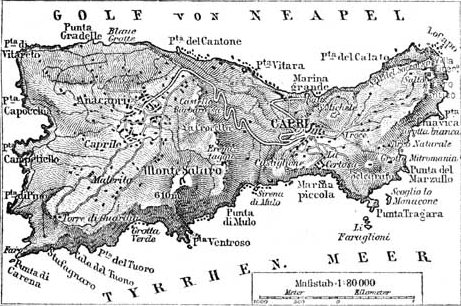
Немецкая карта острова (конец XIX века).

Остров Капри находится в южной части Неаполитанского залива, примерно в 10 км к юго-западу от оконечности Соррентинского мыса. Площадь — 10,4 км². Самая высокая точка — Монте-Соларо, 589 метров.
Остров вулканического происхождения, сложен в основном известняками. Для рельефа характерны скалы, обрывистые берега с естественными арками и пещерами. Во флоре острова доминируют колючие средиземноморские кустарники.
Главный город на острове — Капри, здесь проживает большинство постоянного населения острова, к нему примыкают две гавани — Марина-Пиккола и Марина-Гранде. Второй город острова — Анакапри, где расположено множество вилл.
На северном побережье находится одна из наиболее популярных достопримечательностей острова — Голубой грот.

## История
Капри был приобретён императором Августом у неаполитанцев в 29 до н. э. Император Тиберий построил здесь несколько великолепных вилл, остров был любимым его местопребыванием и стал при нём популярным местом отдыха. Последние 10 лет своей жизни Тиберий провёл на острове. Позднее остров стал местом ссылки.

## Экономика
Население занято в туристической отрасли, субтропическом земледелии, садоводстве, рыболовстве.
Сообщение с сушей — паром и частные катера.
Остров дал название особому фасону женских брюк: капри — короткие облегающие брюки чуть ниже колен с небольшим разрезом по внешнему шву.

## Достопримечательности
- Гора Монте-Соларо (589 м). От Анакапри к горе ведёт подвесная канатная дорога. По горе можно подняться по «Финикийской лестнице» (921 ступенька), предположительно датируемой VII—VI веками до н. э. С её вершины открывается вид на Неаполь, залив и южную оконечность Апеннин.
- Прибрежная пещера Голубой грот.
- Памятник Ленину итальянского скульптора Джакомо Манцу[5].

## Капри в мировой истории и культуре
Капри — кусок крошечный, но вкусный… Здесь пьянеешь, балдеешь и ничего не можешь делать. Всё смотришь и улыбаешься. М. Горький
В разное время на острове жили:
- Жак д’Адельсверд-Ферзен
- Леонид Андреев
- В. А. Базаров
- Эмиль Беринг
- Лючия Бозе
- Рената Боргатти
- Ромейн Брукс
- Иван Бунин
- Константин Горбатов
- Максим Горький
- Мария Андреева
- Грэм Грин
- Норман Дуглас
- Андре Жид
- Якоб фон Икскюль
- Жан Кокто
- Август Копиш
- Михаил Коцюбинский
- Ле Корбюзье
- Мэрайя Кэри
- В. И. Ленин
- Жак Липшиц
- Алексей Лозина-Лозинский
- Анатолий Луначарский
- Комптон Маккензи
- Курцио Малапарте
- Генрих Манн
- Томас Манн
- Амедео Модильяни
- Альберто Моравиа
- Эльза Моранте
- Сомерсет Моэм
- Аксель Мунте
- Пабло Неруда
- Новиков-Прибой, Алексей Силыч
- Октавиан Август
- Константин Паустовский
- Вильгельм Плюшов
- Райнер Мария Рильке
- Франческо Сантоликвидо
- Джон Сарджент
- Константин Станиславский
- Тиберий
- Иван Тургенев
- Оскар Уайльд
- Грейси Филдс
- Файт Харлан
- Пауль Хёккер
- Пётр Ильич Чайковский
- Александр Чеглок
- Эдвин Черио
- Уинстон Черчилль
- Д. Д. Эйзенхауэр
- Франц Элленс
- Маргерит Юрсенар

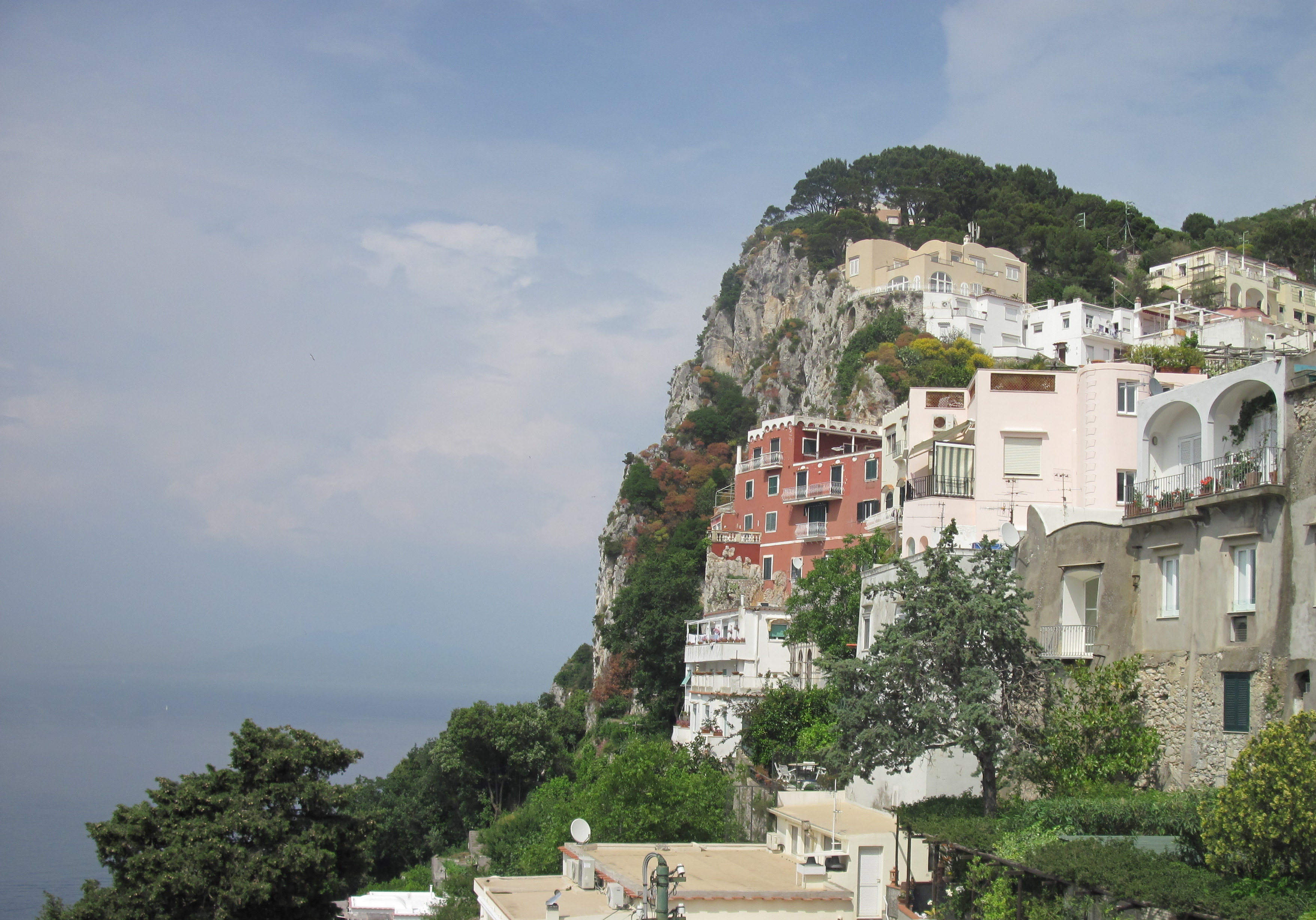
Вилла Нобелевского лауреата Эмиля Беринга (бордовая), где жил Горький в 1906—1913 гг.

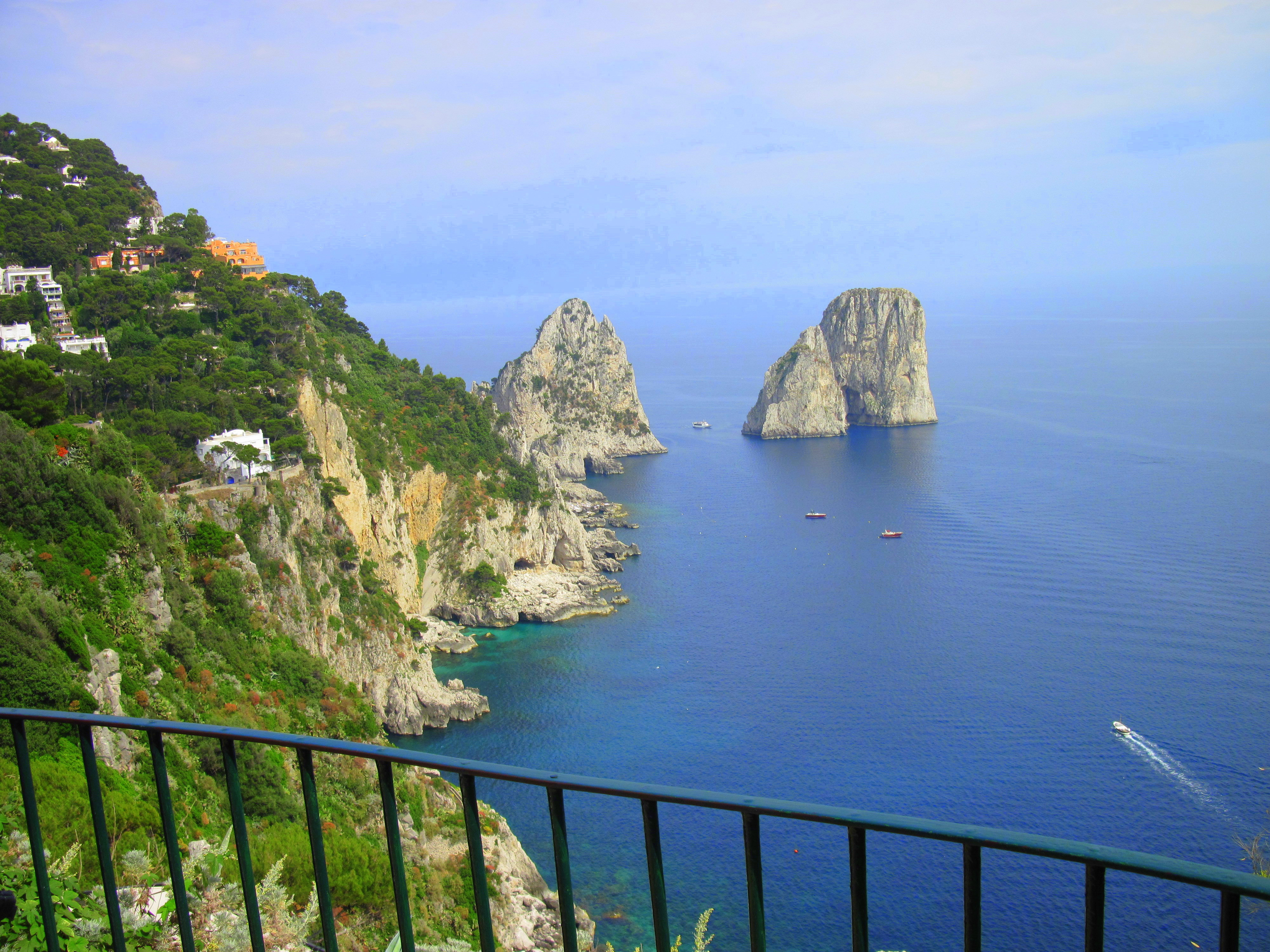
Вид из садов Августа на Фаральони

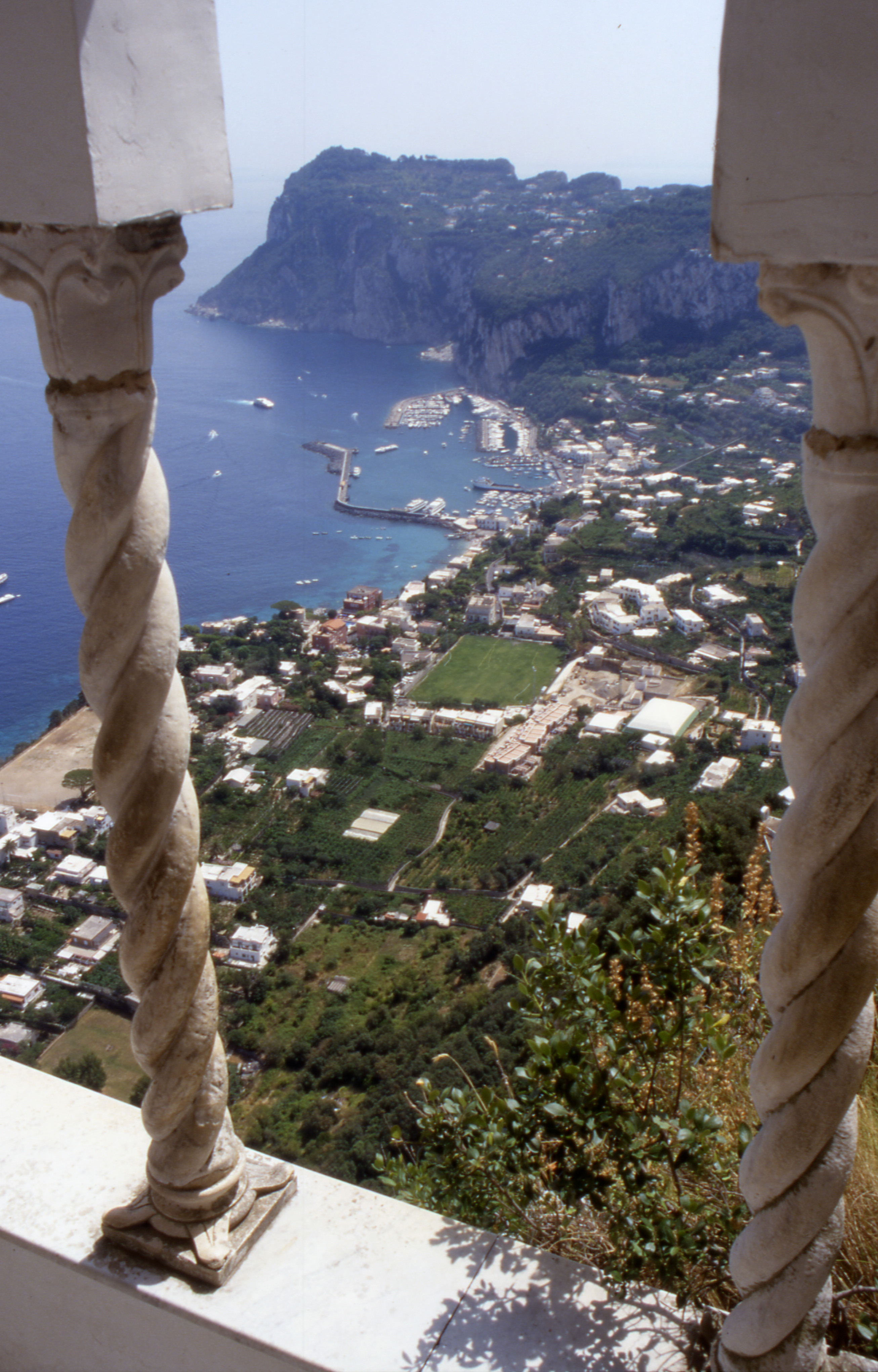

Известна картина Ивана Айвазовского «Лунная ночь на Капри».
- На острове (точнее — на вилле Курцио Малапарте) снимались фильмы Жана-Люка Годара «Презрение» (1963, по одноимённому роману А. Моравиа) и Лилианы Кавани «Шкура» (1981, по одноимённому роману Малапарте).
- На острове в 1948 году был проведён первый фестиваль Prix Italia.
- С 2009 года на острове происходит вручение Премии Горького.